# Francis Lederer
Francis Lederer, född František Lederer 6 november 1899 i Prag, Böhmen, Österrike-Ungern (nu i Tjeckien), död 25 maj 2000 i Palm Springs, Kalifornien, var en tjeckisk-amerikansk skådespelare. Under åren 1928-1931 medverkade han i tyska filmer under namnet Franz Lederer. Han reste sedan till USA och påbörjade en karriär på Broadway 1932, och i Hollywood 1934. I och med utvecklingen i Europa på 1930-talet kom han att stanna och verka i USA och blev amerikansk medborgare 1939. Han gjorde sin sista roll framför kameran 1971, men verkade betydligt längre inom teatern.
Han har tilldelats en stjärna för film på Hollywood Walk of Fame vid adressen 6902 Hollywood Blvd.

## Filmografi, urval
- 1929 – Den underbara lögnen
- 1929 – Pandoras ask
- 1929 – Hennes andra ungdom
- 1931 – Hennes majestät kärleken
- 1935 – Prinscharmören
- 1936 – Hon som fick kyssarna
- 1936 – Min amerikanska hustru
- 1937 – Linda morskar upp sig
- 1939 – Midnatt
- 1946 – En kammarjungfrus memoarer
- 1950 – Susan gör skandal